# ディフェンダー (サッカー)
ディフェンダー（英: defender）とは、サッカーにおけるポジションの一つ。略記はDF。

## 概要
1920年代から30年代までは、バックスと呼ばれていたポジション。ゴールキーパーの前、いわゆる最終ラインに位置し、主に守備を行うポジション。DFのポジションはセンターバック(CB)とサイドバック(SB)の2つに分けることができる。

## センターバック

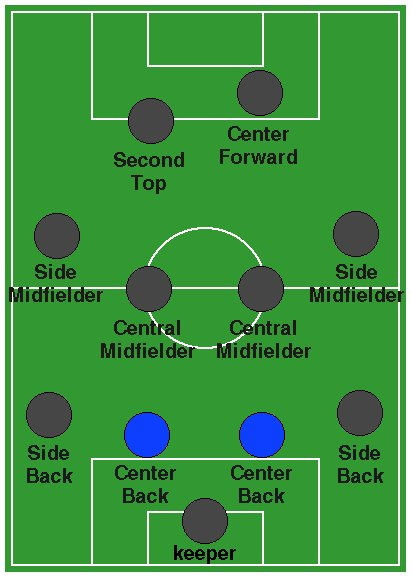
センターバックの位置

センターバック（英: Centre back）とはディフェンスライン中央のゴール前方に位置するディフェンダーのこと。 広義ではストッパー、スウィーパー、リベロも含む中央を守るディフェンダーであるが、狭義では4バック時の中央の2名（5バックでは3名）である。
主な役割は相手選手、主にフォワード選手をマークし相手の攻撃の主に最終段階を阻みゴールを守ることである。
ディフェンスのラインコントロールなどもセンターバックが任されることが多い。また近代サッカーではディフェンスラインからの攻撃の組み立ても要求される場合がある。一般的にはボール奪取能力、ロングボールの処理能力、ポジショニングやプレーを選択する判断力、相手の攻撃陣に競り勝つ身体能力が特に必要になるポジションであり、空中戦に強い事が重要な要素となるため長身の選手が務める場合が多い。その長身を攻撃にも活かすため、セットプレーで相手ゴール前に配置される事は常套手段である。また試合終盤に同点又は勝ち越しのゴールを狙って、セットプレー以外の場面でも前線に上げたままにする戦術が取られる事があり、身長や強靭な体格に物を言わせて強引にチャンスを作ろうとする意味で、その作戦はしばしば「パワープレー」と呼ばれる。
守備の方法としてマンマークを行うときはセンターバックの選手はストッパー（ST）とスウィーパー（SW）に分かれる。対してゾーンディフェンス（ラインディフェンス）を行うときにはそれぞれの選手が状況に応じて両方の役割をこなすことがほとんどである。ディフェンスの人数に応じてストッパーの人数が変動し、スイーパーの人数は常に1人である。
近代においては4バックでは中央の2人がセンターバックでゾーンディフェンスを行い、特定の役割を持たず状況に応じてプレーするのが一般的である。対して3バックでは両側のセンターバックでマンマークを行い、中央のセンターバックがスウィーパーになる「2ストッパー1スウィーパー」が一般的である。かつて日本代表で、フィリップ・トルシエが模索したフラットスリーでは3人ともが特定のマークを担当せずスウィーパーも置かない方式であり、3バックとしてはかなり特異な戦術であると言える。
センターバックは相手選手との個別の局面におけるプレーの勝敗が失点に関わることから、ラフプレーを犯してしまい退場処分を受ける危険が高いポジションであり、早い時間帯であるほど前線の選手を交代させて控えのセンターバックを補充することが多く、ゴールキーパー程ではないが、本職の選手が務めることが望まれるポジションである。
なお、イギリスにおいてはセンターバックのことをセンターハーフと呼ぶ習慣がある。これは、1930年代に2-3-5のフォーメーションからセンターハーフが下がって3-2-5のフォーメーションに変化したことから、中央のディフェンダーがそのままセンターハーフと呼ばれたという経緯による。
組織的守備戦術が成熟するのに従って攻撃の組み立て位置が下がり、センターバックの選手にもフィード能力が求められつつある。

### ストッパー

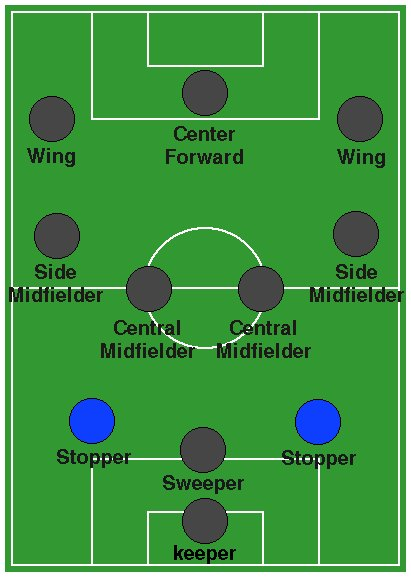
ストッパーの位置

ストッパー（英: Stopper）とは「阻止する人」の意味する通り、相手FWの選手を1対1でマークし、自由にプレーさせないことを役割とするポジション。ドリブルなどで相手選手に抜かれない、空中戦で競り負けないといった高い対人能力が求められる。そのため大柄で屈強な選手が適役とされている。また、ストッパーの前方に位置する守備的ミッドフィールダーを「前方に位置するストッパー」という意味でフォアストッパーと呼ぶこともある。

### スウィーパー

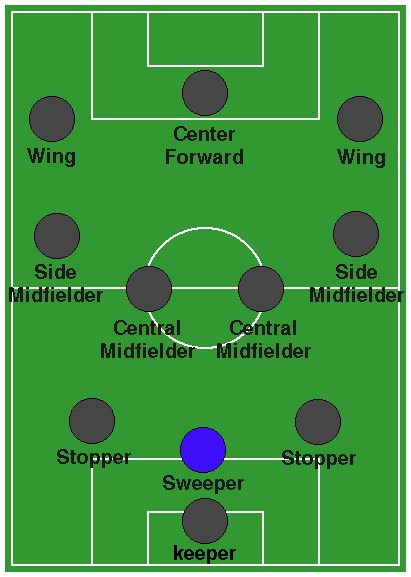
スウィーパーの位置

スウィーパー、スイーパー（英: Sweeper）とは「掃除人」を意味する名で、特定のマークを持たず、ストッパーの選手が抜かれた時や、相手フォワードに対してストッパーの選手を競らせた隙にボールを処理、あるいは2列目から飛び出してきたMFの選手に対する守備など、カバーリング関連を行うポジションである。役割を最大限に活かすために、相手のセンターフォワードの人数よりも1人多くセンターバックを配置するフォーメーションである場合が多い。以前はカバーリングなどを行う為にストッパーの選手の後方に位置することが多かったが、ディフェンスラインをフラットに保ち、ラインの高さをコントロールすることが重要視される現在ではストッパーと並び横一列になる場合が多い。

### リベロ
リベロ（伊: Libero）とは「自由な人」を意味する名で、スウィーパーから派生したポジションである。スウィーパーシステムは相手の攻撃陣よりも1人多くのセンターバックを配置している場合が多く、その中で特定のマークを持たないスウィーパーは攻撃人数を削って存在するポジションとも言える。そのため70年代頃からは攻撃時には攻撃参加するスウィーパーが登場し始めたのである。特にスウィーパーは戦術眼や先読み能力など、高いサッカーセンスを兼ね備えた選手が基本だったため、攻撃に置いてもその能力を発揮する選手が増えて行った。それまではカバーリングを専門とする事から「掃除人」を意味するスウィーパーと呼ばれていたのだが、攻撃の起点をも担い始めると、その名前では呼び方として適切ではなくなったため、「守備の選手ながら攻撃にも参加する自由な人」と言う意味からリベロと呼ばれるようになった。
リベロは1970〜1980年代のドイツによく見られ、代名詞としてフランツ・ベッケンバウアーが特に有名である。他にロナルド・クーマン、フランコ・バレージ、ガエターノ・シレア、ダニエル・パサレラ、マティアス・ザマー、井原正巳、洪明甫、チェルシー時代のルート・フリットなどが有名である。しかし、1990年代には攻撃参加するリベロはほとんど見られなくなった。その理由としてゾーンディフェンスが主流となり、マンツーマンディフェンス自体がかなり希少な存在となっていったからである。近年では戦術的なリベロは希少になったものの、一般的なセンターバックよりも攻撃参加の機会や得点が多い選手だとリベロと呼ぶ場合がある。また、守備的ミッドフィールダーが「ディフェンスラインの前に配置されたリベロ」という意味合いでフォアリベロと呼ばれることもある。

## サイドバック

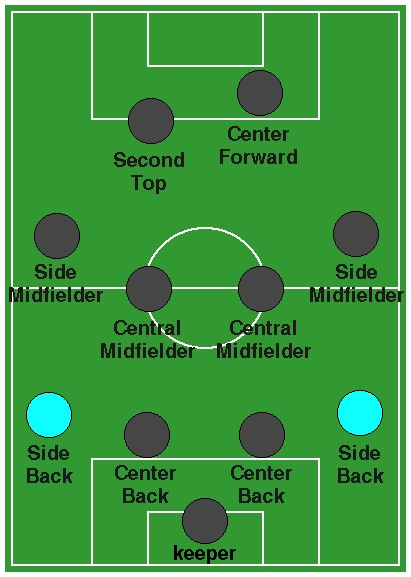
サイドバックの位置

※サイドバックは和製英語であり、英語ではフルバック（英: Full-back）と呼び、左のフルバックをレフトバック（英: Left-back）、右のフルバックをライトバック（英: Right-back）と呼ぶ。
サイドバックとは4バック又は5バックの左右両サイドに位置するディフェンダーのこと。サイドにおける守備を主な役割とするが、攻撃時には中盤の選手を追い越して前線に駆け上がり、ドリブルで切り込んだりクロスボールを上げたりする。守備能力に加え、ピッチを縦に激しく上下する多い運動をこなせる行動力とスタミナ、スピード、サイドを突破するドリブル技術、クロスを上げる精度の高いキックも求められる。
身体的なぶつかり合いや空中戦を主とするセンターバックに比べ、走力や俊敏性が求められるため小柄な選手が担当する事が多いが、近年ではファーサイド（far side＝遠いサイド）からセンタリングに対して空中戦も求められる事から、長身のサイドバックも増えてきている。守備を重視するチームなどでは本来はセンターバックの選手をこのポジションに置き、センターバックを4人並べる場合もある。一方で、ディフェンスのポジションにありながら攻撃能力に特化した非常に攻撃的なサイドバックの選手も存在する。
ミッドフィールダーのウィングバックの選手とよく似た役割を持っており、ポジションの互換性が高く両方のポジションをこなせる選手が多い。またサイドバック、ウィングバックの選手ともにサイドでプレイすることから右サイドなら右利き、左サイドなら左利きというように受け持つサイド側の足が利き足であるか両方の足を同様に使えることが望ましい。左右両方のサイドでプレーできる選手は少なく重宝される。
1980年代は、クラウディオ・ジェンティーレに代表される相手フォワードのマンマークをするセンターバック同然の守備専業サイドバックが多かった。しかし、1990年代から戦術の進化に伴い高い守備能力を維持したまま機を見た攻撃参加を行うサイドバックが主流となり、パオロ・マルディーニやビセンテ・リザラズなどが台頭した。そして2000年代には守備能力を犠牲にしても、ウィング同然の余りある攻撃能力に特化したサイドバックが誕生し始め、ブラジル代表のロベルト・カルロスやカフーに代表されるブラジル型サイドバックが一世を風靡した。2010年代にはさらなる戦術の進化により、ミッドフィールダーと遜色のない高度なテクニックを兼ね備え、サイド・ミッドフィールダーのように攻撃の組み立てにも関与するタイプが登場し始め、マルセロやダニエウ・アウヴェス、フィリップ・ラームが有名となった。またこの時期には、ジョセップ・グアルディオラがサイドバックに対し、攻撃時に中央のボランチの位置に入って組み立てに関与する役割を持たせる戦術を採用し、注目を集めるようになった。こうした役割を持つサイドバックを日本では「偽サイドバック」(英語のInverted Full-back を意訳したもの)と呼ぶようになった。偽サイドバックの役割を与えられた選手として、ダヴィド・アラバ、ファビアン・デルフ、オレクサンドル・ジンチェンコが挙げられる。